# Sadaharu Oh
Sadaharu Oh (en chino, 王貞治; pinyin, Wáng Zhēnzhì; Tokio, 20 de mayo de 1940) es un deportista japonés de origen taiwanés, que ha desarrollado su carrera profesional como jugador y entrenador de béisbol. Jugó como primera base en  Yomiuri Giants (Liga Japonesa de Béisbol Profesional) desde 1959 hasta 1980, y durante esas 22 temporadas consiguió once Series de Japón y nueve títulos como Jugador Más Valioso de la división central. Ha sido el beisbolista que más home runs ha logrado fuera de las Grandes Ligas de Béisbol, con un total de 868 en toda su carrera, y en 1964 hizo 55 cuadrangulares en una sola temporada, récord de la liga japonesa hasta 2013.
En su trayectoria como entrenador, dirigió a Yomiuri Giants desde 1984 hasta 1988 y, tras un tiempo apartado, dirigió a Fukuoka SoftBank Hawks desde 1995 hasta 2008. Además, fue el seleccionador del equipo japonés que ganó el Clásico Mundial de Béisbol 2006.

## Biografía

### Carrera como jugador
Sadaharu Oh nació en Japón pero también posee la nacionalidad taiwanesa, pues su padre era natural de la República de China. Comenzó a jugar béisbol como pitcher y en 1957 formó parte del equipo del instituto Waseda Jitsugyo que ganó el campeonato juvenil nacional, donde fue el lanzador titular a pesar de sufrir una grave lesión. En 1959 fue contratado por Yomiuri Giants, el equipo más importante de la Liga Japonesa de Béisbol Profesional.
Aunque entró como pitcher, su entrenador le cambió el puesto a la primera base. En su primera temporada, Sadaharu promedió un bateo de .161 con siete home runs en 94 juegos y no cuajó un buen debut. Para que su carrera no se estancase, los Giants contrataron como preparador a Hiroshi Arakawa, que le ayudó a mejorar su forma física y su estilo de bateo con una técnica inspirada en el aikido. En 1962 comenzó a batear de esta manera novedosa, levantando ligeramente una de sus piernas antes del swing, de forma similar a un flamenco, y esa temporada aumentó su promedio a .272 con 38 home runs y 87 carreras. Desde entonces, nunca hizo menos de 30 cuadrangulares hasta su retirada y fue el máximo realizador en quince ocasiones, trece de ellas consecutivas desde 1962 hasta 1974. 
En la temporada de 1964, consiguió el récord de home runs en una sola temporada de la liga japonesa, con un total de 55. Esta marca no fue superada hasta 2013, si bien antes hubo tres bateadores que estuvieron a punto: Randy Bass en 1985 con 54, y Karl Rhodes (2001) y Álex Cabrera (2002) con 55. En los tres casos, los pitchers de cualquier equipo de la liga se negaron a lanzar bolas de strike, por lo que ninguno de los tres pudo superar a Oh. Finalmente, el curazoleño Wladimir Balentien pudo completar 60 cuadrangulares en la temporada 2013.
Sadaharu Oh finalizó su carrera profesional en 1980 a los 40 años, con un récord de 2.786 turnos al bate (solo superado por Isao Harimoto y Katsuya Nomura), 2.170 carreras impulsadas, un promedio de .301 y un récord de 868 home runs, la mayor marca en la liga japonesa y en cualquier competición, incluida las Grandes Ligas de Béisbol. Con los Giants, ganó once Series de Japón y catorce ligas centrales. Además, fue nombrado jugador más valioso del campeonato central en nueve ocasiones y formó parte del equipo de las estrellas en 18 temporadas.

### Carrera como entrenador
Inmediatamente después de su retirada como jugador, Sadaharu fue nombrado entrenador asistente de Yomiuri Giants a partir de la temporada 1981, y ocupó el cargo durante tres temporadas. Después fue ascendido como primer entrenador, cargo que ocupó desde 1984. Bajo su liderazgo, el equipo ganó una Liga Central en 1987 pero no pudo hacerse con ninguna Serie de Japón. Tras una mala temporada, Oh dimitió al término de la temporada de 1988 y se mantuvo retirado.
Regresó a los banquillos en 1995, cuando se hizo cargo de Fukuoka Daiei Hawks (actuales Fukuoka SoftBank Hawks). A pesar de un comienzo complicado, el equipo supo hacerse con jóvenes promesas y armó un proyecto a largo plazo que culminó con la victoria en la Serie de Japón de 1999 frente a Chunichi Dragons. Durante trece temporadas, los Hawks se hicieron con dos Series de Japón y tres campeonatos de la Liga del Pacífico. En 2006, Oh compaginó este cargo con la dirección de la selección japonesa que ganó el Clásico Mundial de Béisbol 2006.
Sadaharu Oh abandonó su cargo de forma temporal en julio de 2006 para ser operado de un tumor en el estómago. A pesar de que era cancerígeno, los médicos lo detectaron en su fase inicial y el entrenador superó la enfermedad. Regresó al banquillo de los Hawks y se mantuvo en el cargo hasta 2008, cuando se retiró definitivamente del deporte.

## Estadística
| Año   | Equipo         | Dorsal | P    | Bateos | Car. | Hit  | 2B  | 3B | HR  | Bases | CI   | BR | CS | SH | SF  | BB   | IBB | HBP | K    | DP  | AVG  | OBP  | SLG  | OPS   |
| ----- | -------------- | ------ | ---- | ------ | ---- | ---- | --- | -- | --- | ----- | ---- | -- | -- | -- | --- | ---- | --- | --- | ---- | --- | ---- | ---- | ---- | ----- |
| 1959  | Yomiuri Giants | 1      | 94   | 193    | 18   | 31   | 7   | 1  | 7   | 61    | 25   | 3  | 1  | 1  | 1   | 24   | 1   | 3   | 72   | 2   | .161 | .262 | .316 | .579  |
| 1960  | Yomiuri Giants | 1      | 130  | 426    | 49   | 115  | 19  | 3  | 17  | 191   | 71   | 5  | 4  | 3  | 1   | 67   | 5   | 5   | 101  | 7   | .270 | .375 | .448 | .823  |
| 1961  | Yomiuri Giants | 1      | 127  | 396    | 50   | 100  | 25  | 6  | 13  | 176   | 53   | 10 | 5  | 4  | 4   | 64   | 3   | 3   | 72   | 7   | .253 | .358 | .444 | .802  |
| 1962  | Yomiuri Giants | 1      | 134  | 497    | 79   | 135  | 28  | 2  | 38  | 281   | 85   | 6  | 4  | 3  | 2   | 72   | 9   | 12  | 99   | 6   | .272 | .376 | .565 | .941  |
| 1963  | Yomiuri Giants | 1      | 140  | 478    | 111  | 146  | 30  | 5  | 40  | 306   | 106  | 9  | 5  | 0  | 2   | 123  | 12  | 6   | 64   | 7   | .305 | .452 | .640 | 1.092 |
| 1964  | Yomiuri Giants | 1      | 140  | 472    | 110  | 151  | 24  | 0  | 55  | 340   | 119  | 6  | 4  | 0  | 5   | 119  | 20  | 3   | 81   | 8   | .320 | .456 | .720 | 1.176 |
| 1965  | Yomiuri Giants | 1      | 135  | 428    | 104  | 138  | 19  | 1  | 42  | 285   | 104  | 2  | 4  | 0  | 3   | 138  | 29  | 6   | 58   | 7   | .322 | .490 | .666 | 1.156 |
| 1966  | Yomiuri Giants | 1      | 129  | 396    | 111  | 123  | 14  | 1  | 48  | 283   | 116  | 9  | 4  | 0  | 4   | 142  | 41  | 7   | 51   | 5   | .311 | .495 | .715 | 1.210 |
| 1967  | Yomiuri Giants | 1      | 133  | 426    | 94   | 139  | 22  | 3  | 47  | 308   | 108  | 3  | 5  | 0  | 3   | 130  | 30  | 7   | 65   | 7   | .326 | .488 | .723 | 1.211 |
| 1968  | Yomiuri Giants | 1      | 131  | 442    | 107  | 144  | 28  | 0  | 49  | 319   | 119  | 5  | 1  | 1  | 6   | 121  | 18  | 10  | 72   | 5   | .326 | .475 | .722 | 1.197 |
| 1969  | Yomiuri Giants | 1      | 130  | 452    | 112  | 156  | 24  | 0  | 44  | 312   | 103  | 5  | 2  | 0  | 8   | 111  | 12  | 5   | 61   | 7   | .345 | .472 | .690 | 1.162 |
| 1970  | Yomiuri Giants | 1      | 129  | 425    | 97   | 138  | 24  | 0  | 47  | 303   | 93   | 1  | 4  | 0  | 3   | 119  | 24  | 6   | 48   | 8   | .325 | .476 | .713 | 1.189 |
| 1971  | Yomiuri Giants | 1      | 130  | 434    | 92   | 120  | 18  | 2  | 39  | 259   | 101  | 8  | 2  | 0  | 5   | 121  | 17  | 5   | 65   | 8   | .276 | .435 | .597 | 1.032 |
| 1972  | Yomiuri Giants | 1      | 130  | 456    | 104  | 135  | 19  | 0  | 48  | 298   | 120  | 2  | 0  | 0  | 2   | 108  | 18  | 6   | 43   | 8   | .296 | .435 | .654 | 1.089 |
| 1973  | Yomiuri Giants | 1      | 130  | 428    | 111  | 152  | 18  | 0  | 51  | 323   | 114  | 2  | 1  | 0  | 4   | 124  | 38  | 4   | 41   | 7   | .355 | .500 | .755 | 1.255 |
| 1974  | Yomiuri Giants | 1      | 130  | 385    | 105  | 128  | 18  | 0  | 49  | 293   | 107  | 1  | 5  | 0  | 2   | 158  | 45  | 8   | 44   | 4   | .332 | .532 | .761 | 1.293 |
| 1975  | Yomiuri Giants | 1      | 128  | 393    | 77   | 112  | 14  | 0  | 33  | 225   | 96   | 1  | 0  | 0  | 6   | 123  | 27  | 1   | 62   | 9   | .285 | .451 | .573 | 1.024 |
| 1976  | Yomiuri Giants | 1      | 122  | 400    | 99   | 130  | 11  | 1  | 49  | 290   | 123  | 3  | 1  | 0  | 9   | 125  | 27  | 2   | 45   | 8   | .325 | .479 | .725 | 1.204 |
| 1977  | Yomiuri Giants | 1      | 130  | 432    | 114  | 140  | 15  | 0  | 50  | 305   | 124  | 1  | 3  | 0  | 6   | 126  | 16  | 6   | 37   | 14  | .324 | .477 | .706 | 1.183 |
| 1978  | Yomiuri Giants | 1      | 130  | 440    | 91   | 132  | 20  | 0  | 39  | 269   | 118  | 1  | 2  | 0  | 11  | 114  | 17  | 1   | 43   | 7   | .300 | .436 | .611 | 1.048 |
| 1979  | Yomiuri Giants | 1      | 120  | 407    | 73   | 116  | 15  | 0  | 33  | 230   | 81   | 1  | 1  | 0  | 5   | 89   | 10  | 5   | 48   | 9   | .285 | .415 | .565 | .980  |
| 1980  | Yomiuri Giants | 1      | 129  | 476    | 59   | 105  | 10  | 0  | 30  | 205   | 84   | 0  | 1  | 0  | 8   | 72   | 8   | 3   | 47   | 9   | .236 | .342 | .462 | .803  |
| Total | Total          | Total  | 2831 | 9250   | 1967 | 2786 | 422 | 25 | 868 | 5862  | 2170 | 84 | 59 | 12 | 100 | 2390 | 427 | 114 | 1319 | 159 | .301 | .446 | .634 | 1.080 |